# Frédéric Barbier (homme politique)
Pour les articles homonymes, voir Barbier et Frédéric Barbier.
Frédéric Barbier, né le 30 août 1960 à Audincourt, est un homme politique français, membre du Parti socialiste puis de La République en marche. Il est député de la 4e circonscription du Doubs de février 2015 à juin 2022, et conseiller départemental du Doubs depuis 2015.

## Biographie
Il est fils de petits commerçants. Son père est un ancien salarié de Peugeot,,. Frédéric Barbier est cadre chez Enedis.

## Activité politique

### Élu local
De 1989 à 2012, il a occupé plusieurs postes à la mairie de Pont de Roide, notamment en tant que premier adjoint au maire de Pont de Roide - Vermondans. 
Il a également été vice-président du Syndicat mixte du Pays de Lomont en 1995, avant d’en devenir président de 2008 à 2012. 
En mars 2011, Frédéric Barbier est élu conseiller général du canton de Pont-de-Roide dans le Doubs. Il est vice-président du Conseil général de 2011 à 2015 où il préside la cinquième commission (finances, ressources humaines, administration générale et patrimoine). 
Lors des élections départementales de mars 2015, il est élu conseiller du canton de Valentigney, en binôme avec Martine Voidey.

### Député
Lors des élections législatives de 2012, Pierre Moscovici le choisit comme suppléant. Ce dernier ayant été nommé ministre de l’Économie et des Finances dans le gouvernement de Jean-Marc Ayrault, Frédéric Barbier assure la suppléance en tant que député de la 4e circonscription du Doubs à partir du 22 juillet 2012. Il est membre de la commission des affaires économiques de l'Assemblée nationale. Après son départ du gouvernement en mars 2014, Moscovici retrouve son siège de député où il remplace Barbier.
Candidat à la législative partielle dans la quatrième circonscription du Doubs provoquée par la démission de Pierre Moscovici, nommé commissaire européen, il s'impose le 8 février 2015 au soir du second tour, recueillant 51,4 % des voix face à la candidate du Front national Sophie Montel.
Le 18 juin 2017, il est réélu député pour la XVe législature avec la double investiture du PS et de La République en marche, en battant une nouvelle fois Sophie Montel avec 61,64 % des voix. En raison de sa décision de rejoindre le Groupe La République en marche à l'Assemblée nationale, il est considéré comme « démissionnaire d'office » du PS.
Il est de nouveau candidat à la députation en 2022 sous l'étiquette Ensemble, mais échoue au second tour face à la candidate du Rassemblement national Géraldine Grangier.

### Activité à l'Assemblée nationale
Il est notamment l'auteur en 2015 d'un rapport sur l'avenir des buralistes. Alors qu'il avait initialement pris position en faveur du paquet de cigarettes neutre défendu par le gouvernement et la ministre de la Santé Marisol Touraine, il change d'avis à la suite d'une visite en Andorre où il est accueilli par le président du syndicat des buralistes de Midi-Pyrénées. À l'issue de cette visite, il annonce qu'il est contre la mesure tant qu'elle ne sera pas appliquée dans toute l'Europe.
En octobre 2017, il est le seul député LREM à voter contre la réforme de l’impôt de solidarité sur la fortune (ISF). Plus tard, il s'oppose également à la hausse de la contribution sociale généralisée (CSG) pour les retraités, puis il milite pour que le seuil d'exonération de cette hausse soit augmenté,,, à travers deux amendements, en novembre 2017 et octobre 2018, qui sont rejetés par l'Assemblée nationale,.
Il est qualifié de « député semi-frondeur » par le quotidien L'Est républicain.